# Трукел-Бруга (Бергамо)
Трукел-Бруга је насеље у Италији у округу Бергамо, региону Ломбардија.
Према процени из 2011. у насељу је живело 152 становника. Насеље се налази на надморској висини од 577 м.